# Raión de Gazaj
Gazaj (en azerí: Qazax) es uno de los cincuenta y nueve rayones de la República de Azerbaiyán. Posee dos exclaves dentro de la República de Armenia, Yujari Askipara y Barjudarli que están bajo control de Armenia desde la Guerra de Nagorno-Karabaj. La capital es la ciudad de Gazaj.

## Territorio y población
Comprende una superficie de 698 kilómetros cuadrados, con una población de 84 569 personas y una densidad poblacional de 121,2 habitantes por kilómetro cuadrado.

## Economía
La región es eminentemente agrícola. En este sector se cultivan cereales y hortalizas, se elaboran vinos, las explotaciones ganaderas también aportan a la economía. Además, hay varias granjas y lugares donde procesan carne, vino y otros productos agrícolas. En la guerra con Armenia, se vio perjudicado el suministro de agua, esto provoca algunas dificultades al sector abocado a la agricultura.